# Esofagitis
El término general esofagitis designa cualquier inflamación, irritación o hinchazón del esófago. La esofagitis puede ser asintomática o puede causar dolor ardiente epigástrico o subesternal, especialmente al acostarse o hacer un esfuerzo, y puede dificultar la deglución (disfagia). La causa más común de esofagitis es el flujo inverso de ácido desde el estómago hacia la parte inferior del esófago: enfermedad por reflujo gastroesofágico (enfermedad por reflujo gastroesofágico o ERGE).

### Síntomas
- Dificultad y dolor  para tragar.
- Dolor en el pecho, especialmente detrás del esternón.
- Comida tragada que se atasca en el esófago.
- Acidez.

### Causas
- Disminución de la eficacia de los mecanismos antirreflujo esofágico, en particular del tono del esfínter esofágico inferior (EEI).
- Presencia de una hernia hiatal por deslizamiento.
- Eliminación inadecuada o lenta del material refluido.
- Reducción de la capacidad de reparación de la mucosa esofágica por exposición prolongada a jugo gástrico

### Factores que aumentan el riesgo de esofagitis
- Consumo de alcohol
- Consumo de cigarrillos
- Cirugía o radiación en el pecho (por ejemplo, el tratamiento para el cáncer pulmonar)
- Tomar ciertos medicamentos sin mucha agua, especialmente el alendronato, la tetraciclina, la doxiciclina, el ibandronato, el risedronato y la vitamina C.[cita requerida]
- Vómitos

### Características clínicas
- Disfagia
- Pirosis
- Regurgitación de líquido amargo y ácido.
- Vómito con sangre (hematemesis)

El daño anatómico parece guardar mejor relación con la exposición prolongada del esófago al material refluido, la mayoría de las personas experimentan síntomas de reflujo sin daño de la mucosa esofágica, debido a la duración corta del reflujo.

### Consecuencias
Las consecuencias de la esofagitis por reflujo intenso son:
- hemorragia
- ulceración
- desarrollo de esófago de Barrett

## Esofagitis infecciosa y química
Otras causas de la inflamación esofágica son:
- Ingestión de irritantes de la mucosa
- Alcohol
- Ácidos
- Sustancias corrosivas (intento de suicidio)
- Líquidos demasiado calientes
- Tabaquismo intenso
- La infección micótica en pacientes inmunosuprimidos, o durante el tratamiento con antimicrobianos, la candidiasis es la infección por hongos más común
- Uremia en presencia de insuficiencia renal

## Manifestaciones clínicas
Las infecciones del esófago pueden ocurrir en individuos por lo demás sanos, pero son más frecuentes en pacientes debilitados o inmunocomprometidos.
La lesión química en los niños suele tener un origen accidental, en oposición al intento de suicidio propio de los adultos.

## Tratamiento
Según los síntomas.
Ejemplo:
Para la acidez: hidróxido de aluminio y magnesio